# Вальбаум, Иоганн Юлиус
Иоганн Юлиус Вальбаум (нем. Johann Julius Walbaum) — немецкий врач, натуралист, зоолог и таксономист.

## Биография
Он описал множество в то время неизвестных видов из удаленных областей, такие как большая барракуда (Sphyraena barracuda), ряд тихоокеанских видов лосося, таких как кета (Oncorhynchus keta), горбуша (Oncorhynchus gorbuscha), красная нерка (Oncorhynchus nerka), чавыча (Oncorhynchus tshawytscha) и микижа (Oncorhynchus mykiss), а также Prochilodus marggravii из Сан-Франсиску.
В Любеке он учредил до сегодняшнего времени существующее Общество поощрения общественных работ (de:Gesellschaft zur Beförderung gemeinnütziger Tätigkeit).
Открытый в 1893 году Музей естествознания в Любеке (de:Museum für Natur und Umwelt Lübeck) базировался на обширных научных коллекциях Вальбаума, которые были утрачены во время Второй мировой войны.

## Публикации
- Disputatio … de venæ sectione, 1749
- Index pharmacopolii completi cum calendario pharmaceutico, Gleditsch, Leipzig 1767-69
- Beschreibung von vier bunten Taubentauchern und der Eidergans, Lübeck 1778
- Chelonographia oder Beschreibung einiger Schildkröten nach natürlichen Urbildern, Gleditsch, Leipzig und Lübeck 1782
- Petri Artedi sueci genera piscium. In quibus systema totum ichthyologiae proponitur cum classibus, ordinibus, generum characteribus, specierum differentiis, observationibus plurimis. Redactis speciebus 242 ad genera 59". Lipsiae (=Leipzig) 1792